# Monte Roberto
Monte Roberto – miejscowość i gmina we Włoszech, w regionie Marche, w prowincji Ankona.
Według danych na styczeń 2010 gminę zamieszkiwało 2958 osób przy gęstości zaludnienia 218,9 os./1 km².